# 韦帕贡塔
韦帕贡塔（Vepagunta），是印度安得拉邦Visakhapatnam县的一个城镇。总人口26881（2001年）。

## 人口
该地2001年总人口26881人，其中男性13668人，女性13213人；0—6岁人口2560人，其中男1286人，女1274人；识字率73.41%，其中男性为79.95%，女性为66.65%。